# Cilleruelo de San Mamés
Cilleruelo de San Mamés er en by og kommune i det centrale Spanien i provinsen Segovia. Den har et indbyggertal på 35 (2024) indbyggere.